# Alberto Carocci
Alberto Mario Carocci (Firenze, 3 novembre 1904 – Roma, 8 maggio 1972) è stato uno scrittore e giornalista italiano.

## Biografia
Carocci fondò nel 1926 la rivista Solaria che si impose subito nel panorama della cultura italiana facendo conoscere, oltre ai grandi intellettuali europei del momento, come Marcel Proust, James Joyce, André Gide e Paul Valéry, anche la voce dei nuovi autori esordienti che sarebbero presto diventati famosi, come Carlo Emilio Gadda, Elio Vittorini, Pier Antonio Quarantotti Gambini, Alessandro Bonsanti e a rivalutare autori quali Federigo Tozzi e Umberto Saba.

Sulla rivista Carocci pubblicò nel 1926 il suo primo lavoro letterario dal titolo Narcisso e nel 1929 Il paradiso perduto.

Quando Solaria nel 1936 finì le sue pubblicazioni, Carocci fondò con Giacomo Noventa La riforma letteraria, conclusasi nel settembre del 1939.

Nel 1941, con la collaborazione di Raffaello Ramat, Carocci fondò un altro periodico intitolato Argomenti che, a causa del carattere antifascista che lo contraddistingueva, e della censura di Regime, finirà le pubblicazioni dopo soli nove numeri.

Trasferitosi a Roma nel 1942, si iscrisse al Partito d'Azione dimostrando la sua opposizione al fascismo con una resistenza attiva. Nel secondo Dopoguerra, egli fondò, insieme a Alberto Moravia, nel 1953 la rivista Nuovi argomenti che si impegnava a continuare, nello stile e nei contenuti, la precedente, in realtà avvicinandosi nei temi e nei contenuti ad un orientamento comunista

Impegnato attivamente in politica, venne eletto deputato indipendente per il PCI alla Camera dei deputati nel 1963 per la circoscrizione di Roma, Latina e Frosinone ma, colpito da una malattia debilitante, dovette trascorrere gli ultimi anni della sua vita in totale immobilità.

Il suo unico romanzo Un ballo dagli Angrisoni, scritto peraltro circa trent'anni prima, uscì nel 1968 presso Bompiani senza alcuna eco di critica.
Il figlio Giovanni Carocci (1932-2018) fondò la casa editrice omonima.